# 网页代理
网页代理服务器（英語：Web Proxy Server），又称为在线代理或線上代理。网页代理是一种在网页上运行的代理服务器程序，其不用任何设置，有输入网址选择好代理服务器便可以访问的优点。
网页代理是常见的一种代理程序。网页代理给客户端提供远程网站上的网页和文件的高速缓存，使客户端可以更加快速安全的浏览远程网站。一些网页代理网站保持每天更新以保证速度。

## 運作原理
网页代理原理是接收到浏览器对远程网站的浏览需求时候（浏览器客户端提交网址的时候），代理程序开始在当前服务器寻找远程网站的缓存网页和网站，找到目标网站后，代理程序马上将网站数据返回到用户的浏览器客户端。如果当前服务器没有该远程服务器的缓存，代理程序则会自动读取远程网站，将远程网站的资料提交给客户端，同时将资料缓存以提供给下一次的浏览需求。代理程序会根据缓存的时间、大小和提取记录自动删除缓存。删除的方法有两种，一种是删除保存最久的资料，一种是删除最少提取的缓存。这两种方法也可以结合使用。
网页代理使用不同的复杂的脚本，以便绕过过滤器和防火墙来访问被屏蔽或封锁的网站，用户使用在线代理服务非常简单，不需要设置浏览器，也不需要安装额外的软件，只要访问在线代理网站，然后输入要访问网站的网址，然后就可以享受免费的代理服务。在中国大陆，有部分网站被屏蔽掉，网页代理访问可以实现浏览。

## 网页代理的优点
网页代理是一种具有匿名代理服务器作用的网页代理，在服务器运行在线代理程序,可以以此服务器作为跳板来上网浏览，可以隐藏自己的真实IP和信息，不但上网更安全，更引起多重帳戶使用者的青睞。
网页代理也可以过滤远程网站的内容。一些审查软件也跟网页代理差不多，将一些网站内容过滤掉。出于某些目的或保护，有些网页代理程序也会将网站的内容重新编排。比如，Skweezer可以将网页重新编排，以提供给手机和PDA浏览。网络管理员也经常使用代理程序来预防病毒和反动网站内容。
这些程序通常是使用PHP或者CGI编程语言编写的。CGI编写的代理程序通常被用来突破公司或学校的网络封锁。通过CGI编写的代理程序可以隐藏客户端的IP，因此用户可以实现匿名访问远程网站。PHP编写的代理程序采用64位加密技术，通过HTTP访问类使用fsockopen函数访问目标URL，然后处理一下得到的HTML代码，将其中的各个链接加上前缀，以便让浏览器仍然通过代理程序访问各个图片和CSS、Javascript文件。
通过一些网页代理下载软件也可以过滤掉一些含有病毒和木马的危险文件，这可以使浏览体验更安全。

## 网页代理的缺点
由于网络原因，网页代理很多时候都无法使用。
- 在中国，即使使用网络代理也会过滤关键字，成为审查对象，同样也无法访问许多网站。
- 网页代理虽然可以访问大部分网站，但是并不能保证所有的网站都是可以访问的。[2]
- 有一些网页代理也支持安全连接（HTTPS），但是最好不要用网页代理访问涉及个人隐私的网站。
- 部分網頁代理會禁止中國IP訪問，出現「Are you from China?」等訊息。[來源請求]
- 使用網頁代理的速度會比正常的上網慢，即使代理網站的效率很高。
- 網頁代理會消耗很大的流量，所以提供網頁代理的網站很容易出現流量用完或不穩定的狀況。
- 由於架設網頁代理最主要的目的是賺錢、支付網頁寄存費用，網頁代理網站會刊登廣告。
- 使用網頁代理時，較進階的如AJAX將不會正常，另外Yahoo!知識+的申請加入知識團、補充內容、發表意見、交付投票等項目，網頁代理也辦不到。[3]
- 使用網頁代理時會有樣式無法顯示或顯示異常等狀況[4]。

## 使用方法
1. 代理网站的输入框中输入目标网址。

使用網頁代理瀏覽本頁面的畫面。

2. 選擇是否去除JavaScript、Cookies、標題、Meta資訊等，以及是否用Base64或ROT13加密網頁。
3. 提交表單。

## 使用技巧
- 先在本机设置代理IP，再使用网页代理会比较快，而且IP无法被侦测。

## 网页代理的種類
- PHProxy
- Glype
- ASProxy
- JSProxy

## 註解
1. ↑  . cloud.tencent.com.   [2022-09-08]. （原始内容存档于2022-09-08）.
2. ↑  部分代理會出現網址中包含mail，故無法瀏覽的錯誤訊息(缺圖)。
3. ↑  申請加入知識團、補充內容、發表意見完全失敗，交付投票則是確認送出後出現參數錯誤的訊息。若發現有網頁代理已經可以辦到，請擴充本條目！
4. ↑  如圖片File:使用網頁代理瀏覽網頁代理這個條目的畫面.jpg，「條目」、「討論」等以及左邊維基百科的圖片皆發生走位。